# Evelína Papantoníou
 (juin 2013).
Si vous disposez d'ouvrages ou d'articles de référence ou si vous connaissez des sites web de qualité traitant du thème abordé ici, merci de compléter l'article en donnant les références utiles à sa vérifiabilité et en les liant à la section « Notes et références ».
Evelína Papantoníou (grec moderne : Εβελίνα Παπαντωνίου), née le 7 juin 1979 à Athènes, est une mannequin et actrice grecque.

## Biographie
Elle commence le mannequinat à l'âge de quinze ans et travaille comme barman et serveuse. 